# Unity Cup
La Unity Cup (français : Coupe de l'Unité) est un tournoi international de football, qui s'est tenu en mai et juin 2004 à Londres, au stade The Valley.
Le Nigeria, la Jamaïque et l'Irlande sont les trois nations opposée au cours de ce tournoi remporté par le Nigeria devant l'Irlande.

## Classement final
|   | Équipe               | Matchs joués | Gagnés | Nuls | Perdus | Buts marqués | Buts encaissés | Différence de buts | Points |
| - | -------------------- | ------------ | ------ | ---- | ------ | ------------ | -------------- | ------------------ | ------ |
| 1 | Nigeria              | 2            | 2      | 0    | 0      | 5            | 0              | +5                 | 6      |
| 2 | République d'Irlande | 2            | 1      | 0    | 1      | 1            | 3              | -2                 | 3      |
| 3 | Jamaïque             | 2            | 0      | 0    | 2      | 0            | 3              | -3                 | 0      |

## Feuilles de matchs

### Irlande - Nigeria
| 29 mai 2004               | République d'Irlande | 0 - 3   | Nigeria                                           | The Valley, Londres, Royaume-Uni |                           |
| Historique des rencontres |                      | (0 - 1) | 36e 69e Bartholomew Ogbeche · 50e Obafemi Martins | Arbitrage : Andrew D'Urso        | Arbitrage : Andrew D'Urso |

### Jamaïque - Nigeria
| 31 mai 2004               | Jamaïque | 0 - 2 | Nigeria                                | The Valley, Londres, Royaume-Uni |                           |
| Historique des rencontres |          |       | ? John Utaka · 55e Bartholomew Ogbeche | Arbitrage : Steve Bennett        | Arbitrage : Steve Bennett |

### Jamaïque - Irlande
| 2 juin 2004               | Jamaïque | 0 - 1   | République d'Irlande | The Valley, Londres, Royaume-Uni |                           |
| Historique des rencontres |          | (0 - 1) | 27e Graham Barrett   | Arbitrage : Robert Styles        | Arbitrage : Robert Styles |

### Article externe
- (en) Unity Cup sur RSSSF